# Ichneumon arvernicus
Ichneumon arvernicus är en stekelart som beskrevs av Maurice Pic 1914. Ichneumon arvernicus ingår i släktet Ichneumon och familjen brokparasitsteklar. Inga underarter finns listade i Catalogue of Life.